# CG-13滑翔機
Waco CG-13是二戰期間由威化飛機公司開發的軍用運輸滑翔機。

## 發展
萊特野戰滑翔機公司(英語：Wright Field Glider Branch)意識到需要比CG-4A更大的滑翔機。有幾家公司提出了自己的設計，其中一個設計是俄亥俄州特洛伊市威化飛機公司 的XCG-13。
XCG-13採用30座設計，有效負載能力為8,000磅（3,600公斤），可在12,000英尺（3,700米）以174英里/小时（280公里/小时）的速度飛行。原型機於威爾明頓機場進行飛行測試，並於1943年3月10日獲得批准。測試中發現應使用三輪式起落架，並採用液壓系統來打開頂部鉸接的機頭開口。這些功能被納入第二代XCG-13中。
位於密西根州金斯福德的福特汽車和位於明尼蘇達州聖保羅的西北航空公司(英語：Northwestern Aeronautical)製造了YCG-13模型，並獲得了生產CG-13A的合約，而威化則沒有獲得生產合約。西北航空製造了 49架。福特共製造48架30座和37架42座的CG-13。然而，隨後航空軍取消了268架的訂單，轉而生產更多CG-4A滑翔機。
CG-13A滑翔機最大有效負載為10,200磅（4,600公斤）。一架CG-13A曾在菲律賓的阿帕里任務中進行了戰鬥飛行。CG-13A滑翔機並未在第二次世界大戰歐洲戰場登場，但在英國和法國作為運輸機使用。

## 外部連結
- Army Glider Can Carry A Fully Loaded Truck （页面存档备份，存于） August 1944 article on CG-4A